# Élections législatives de 2017 dans la Vienne
Les élections législatives françaises de 2017 se dérouleront les 11 et 18 juin 2017. Dans le département de la Vienne, quatre députés sont à élire dans le cadre de quatre circonscriptions.

## Élus
| Circonscription                                                                                                | Député sortant        | Parti | Parti | Député élu ou réélu | Parti | Parti |
| --- | --------------------- | ----- | ----- | ------------------- | ----- | ----- |
| 1re | Alain Claeys*         |       | PS    | Jacques Savatier    |       | LREM  |
| 2e | Catherine Coutelle*   |       | PS    | Sacha Houlié        |       | LREM  |
| 3e | Jean-Michel Clément** |       | PS    | Jean-Michel Clément |       | LREM  |
| 4e | Véronique Massonneau  |       | PE    | Nicolas Turquois    |       | MoDem |
| * député sortant ne se représentant pas en 2017 ** député PS sortant se représente en 2017 sous étiquette LREM |                       |       |       |                     |       |       |

## Rappel des résultats départementaux des élections de 2012
| Parti          | Parti                                   | Premier tour | Premier tour | Second tour | Second tour | Sièges |
| Parti          | Parti                                   | Voix         | %            | Voix        | %           | Sièges |
| -------------- | --------------------------------------- | ------------ | ------------ | ----------- | ----------- | ------ |
|                | Parti socialiste                        | 62 087       | 35,92        | 79 270      | 47,40       | 3      |
|                | Europe Écologie Les Verts               | 13 284       | 7,69         | 21 329      | 12,75       | 1      |
|                | Divers gauche                           | 7 483        | 4,33         |             |             | 0      |
|                | Mouvement républicain et citoyen        | 336          | 0,19         | 0           |             |        |
|                | Gauche parlementaire                    | 83 190       | 48,13        | 100 599     | 60,15       | 4      |
|                |                                         |              |              |             |             |        |
|                | Union pour un mouvement populaire       | 33 579       | 19,43        | 45 879      | 27,43       | 0      |
|                | Nouveau Centre                          | 14 195       | 8,21         | 20 769      | 12,42       | 0      |
|                | Divers droite (MPF, PCD)                | 1 662        | 0,96         |             |             | 0      |
|                | Droite parlementaire                    | 49 436       | 28,60        | 66 648      | 39,85       | 0      |
|                |                                         |              |              |             |             |        |
|                | Front national                          | 19 096       | 11,05        |             |             | 0      |
|                | Front de gauche                         | 11 498       | 6,65         | 0           |             |        |
|                | Mouvement démocrate                     | 3 435        | 1,99         | 0           |             |        |
|                | Divers écologiste (LT, AEI, MEI, Cap21) | 2 542        | 1,47         | 0           |             |        |
|                | Extrême gauche (LO, NPA, POI)           | 2 209        | 1,28         | 0           |             |        |
|                | Debout la République                    | 1 277        | 0,74         | 0           |             |        |
|                | Autres                                  | 173          | 0,10         | 0           |             |        |
|                |                                         |              |              |             |             |        |
| Inscrits       | Inscrits                                | 303 577      | 100,00       | 303 554     | 100,00      | 4      |
| Abstentions    | Abstentions                             | 127 026      | 41,84        | 129 936     | 42,8        |        |
| Votants        | Votants                                 | 176 551      | 58,16        | 173 618     | 57,2        |        |
| Blancs et nuls | Blancs et nuls                          | 3 695        | 2,09         | 6 371       | 3,67        |        |
| Exprimés       | Exprimés                                | 172 856      | 97,91        | 167 247     | 96,33       |        |

## Résultats

### Résultats à l'échelle du département
|                                            |                                      |                           |                           |                          |                          |
|                                            |                                      | Premier tour 11 juin 2017 | Premier tour 11 juin 2017 | Second tour 18 juin 2017 | Second tour 18 juin 2017 |
|                                            |                                      |                           |                           |                          |                          |
|                                            |                                      | Nombre                    | % des inscrits            | Nombre                   | % des inscrits           |
| Inscrits                                   | Inscrits                             | 306 815                   | 100,00                    | 306 765                  | 100,00                   |
| Abstentions                                | Abstentions                          | 149 880                   | 48,85                     | 171 402                  | 55,86                    |
| Votants                                    | Votants                              | 156 935                   | 51,15                     | 135 363                  | 44,14                    |
|                                            |                                      |                           | % des votants             |                          | % des votants            |
| Bulletins blancs                           | Bulletins blancs                     | 2 877                     | 1,83                      | 10 964                   | 8,10                     |
| Bulletins nuls                             | Bulletins nuls                       | 1 385                     | 0,88                      | 5 071                    | 3,75                     |
| Suffrages exprimés                         | Suffrages exprimés                   | 152 673                   | 97,28                     | 119 328                  | 88,15                    |
|                                            |                                      |                           |                           |                          |                          |
| Étiquette politique                        | Étiquette politique                  | Voix                      | % des exprimés            | Voix                     | % des exprimés           |
|                                            |                                      |                           |                           |                          |                          |
|                                            | La République en marche              | 48 275                    | 31,62                     | 59 102                   | 49,53                    |
|                                            | La France insoumise                  | 19 338                    | 12,67                     | 12 961                   | 10,86                    |
|                                            | Front national                       | 19 041                    | 12,47                     | 9 744                    | 8,17                     |
|                                            | Les Républicains                     | 15 250                    | 9,99                      | 9 261                    | 7,76                     |
|                                            | Mouvement démocrate                  | 11 089                    | 7,26                      | 14 508                   | 12,16                    |
|                                            | Écologiste                           | 10 807                    | 7,08                      |                          |                          |
|                                            | Parti socialiste                     | 7 100                     | 4,65                      |                          |                          |
|                                            | Union des démocrates et indépendants | 6 799                     | 4,45                      | 13 752                   | 11,52                    |
|                                            | Parti communiste français            | 4 319                     | 2,83                      |                          |                          |
|                                            | Divers droite                        | 3 665                     | 2,40                      |                          |                          |
|                                            | Divers                               | 2 719                     | 1,78                      |                          |                          |
|                                            | Extrême gauche                       | 1 377                     | 0,90                      |                          |                          |
|                                            | Divers gauche                        | 1 280                     | 0,84                      |                          |                          |
|                                            | Debout la France                     | 1 012                     | 0,66                      |                          |                          |
|                                            | Extrême droite                       | 602                       | 0,39                      |                          |                          |
| Source : Ministère de l'Intérieur - Vienne |                                      |                           |                           |                          |                          |

### Résultats par circonscription

#### Première circonscription
Député sortant : Alain Claeys (Parti socialiste).
|                                                                           |                                                                           |                           |                           |                          |                          |
|                                                                           |                                                                           | Premier tour 11 juin 2017 | Premier tour 11 juin 2017 | Second tour 18 juin 2017 | Second tour 18 juin 2017 |
|                                                                           |                                                                           |                           |                           |                          |                          |
|                                                                           |                                                                           | Nombre                    | % des inscrits            | Nombre                   | % des inscrits           |
| Inscrits                                                                  | Inscrits                                                                  | 79 560                    | 100,00                    | 79 559                   | 100,00                   |
| Abstentions                                                               | Abstentions                                                               | 39 502                    | 49,65                     | 44 333                   | 55,72                    |
| Votants                                                                   | Votants                                                                   | 40 058                    | 50,35                     | 35 226                   | 44,28                    |
|                                                                           |                                                                           |                           | % des votants             |                          | % des votants            |
| Bulletins blancs                                                          | Bulletins blancs                                                          | 767                       | 1,91                      | 2 114                    | 6,00                     |
| Bulletins nuls                                                            | Bulletins nuls                                                            | 310                       | 0,77                      | 1 016                    | 2,88                     |
| Suffrages exprimés                                                        | Suffrages exprimés                                                        | 38 981                    | 97,31                     | 32 096                   | 91,11                    |
|                                                                           |                                                                           |                           |                           |                          |                          |
| Candidat Étiquette politique (partis et alliances)                        | Candidat Étiquette politique (partis et alliances)                        | Voix                      | % des exprimés            | Voix                     | % des exprimés           |
|                                                                           |                                                                           |                           |                           |                          |                          |
|                                                                           | Jacques Savatier La République en marche                                  | 16 486                    | 42,29                     | 19 135                   | 59,62                    |
|                                                                           | Céline Cuvillier La France insoumise                                      | 5 892                     | 15,12                     | 12 961                   | 40,38                    |
|                                                                           | Jacqueline Daigre Les Républicains (Union des démocrates et indépendants) | 4 562                     | 11,70                     |                          |                          |
|                                                                           | Arnaud Fage Front national                                                | 4 058                     | 10,41                     |                          |                          |
|                                                                           | Xavier Moinier Parti socialiste                                           | 3 646                     | 9,35                      |                          |                          |
|                                                                           | Marjorie Monni Europe Écologie Les Verts                                  | 1 772                     | 4,55                      |                          |                          |
|                                                                           | Anne Joulain Parti communiste français                                    | 1 086                     | 2,79                      |                          |                          |
|                                                                           | Guillaume Verdier Debout la France                                        | 540                       | 1,39                      |                          |                          |
|                                                                           | Ludovic Gaillard Lutte ouvrière                                           | 350                       | 0,90                      |                          |                          |
|                                                                           | Pascale Henry Divers (Union populaire républicaine)                       | 269                       | 0,69                      |                          |                          |
|                                                                           | Patrick Martinet Extrême droite (Union des Patriotes)                     | 234                       | 0,60                      |                          |                          |
|                                                                           | Frédéric Bouchareb Divers gauche                                          | 86                        | 0,22                      |                          |                          |
| Source : Ministère de l'Intérieur - Première circonscription de la Vienne |                                                                           |                           |                           |                          |                          |

#### Deuxième circonscription
Député sortant : Catherine Coutelle (Parti socialiste).
|                                                                           |                                                                              |                           |                           |                          |                          |
|                                                                           |                                                                              | Premier tour 11 juin 2017 | Premier tour 11 juin 2017 | Second tour 18 juin 2017 | Second tour 18 juin 2017 |
|                                                                           |                                                                              |                           |                           |                          |                          |
|                                                                           |                                                                              | Nombre                    | % des inscrits            | Nombre                   | % des inscrits           |
| Inscrits                                                                  | Inscrits                                                                     | 77 515                    | 100,00                    | 77 522                   | 100,00                   |
| Abstentions                                                               | Abstentions                                                                  | 36 428                    | 46,99                     | 43 855                   | 56,57                    |
| Votants                                                                   | Votants                                                                      | 41 087                    | 53,01                     | 33 667                   | 43,43                    |
|                                                                           |                                                                              |                           | % des votants             |                          | % des votants            |
| Bulletins blancs                                                          | Bulletins blancs                                                             | 649                       | 1,58                      | 3 683                    | 10,94                    |
| Bulletins nuls                                                            | Bulletins nuls                                                               | 255                       | 0,62                      | 1 300                    | 3,86                     |
| Suffrages exprimés                                                        | Suffrages exprimés                                                           | 40 183                    | 97,80                     | 28 684                   | 85,20                    |
|                                                                           |                                                                              |                           |                           |                          |                          |
| Candidat Étiquette politique (partis et alliances)                        | Candidat Étiquette politique (partis et alliances)                           | Voix                      | % des exprimés            | Voix                     | % des exprimés           |
|                                                                           |                                                                              |                           |                           |                          |                          |
|                                                                           | Sacha Houlié La République en marche                                         | 16 776                    | 41,75                     | 19 423                   | 67,71                    |
|                                                                           | Olivier Chartier Les Républicains (Union des démocrates et indépendants)     | 5 684                     | 14,15                     | 9 261                    | 32,29                    |
|                                                                           | Frédéric Abrachkoff La France insoumise                                      | 5 507                     | 13,70                     |                          |                          |
|                                                                           | Patricia Persico Parti socialiste                                            | 3 454                     | 8,60                      |                          |                          |
|                                                                           | Pascale Bordin Front national                                                | 3 256                     | 8,10                      |                          |                          |
|                                                                           | Yoann Magneron Europe Écologie Les Verts                                     | 1 961                     | 4,88                      |                          |                          |
|                                                                           | Christian Michot Parti communiste français                                   | 1 023                     | 2,55                      |                          |                          |
|                                                                           | Marie-Dolores Prost Divers (La France en mouvement)                          | 510                       | 1,27                      |                          |                          |
|                                                                           | Jeannine Mazzoleni-Moyse Debout la France                                    | 472                       | 1,17                      |                          |                          |
|                                                                           | Céline Bousquet Divers (#MaVoix)                                             | 398                       | 0,99                      |                          |                          |
|                                                                           | Marie-Aline de Mascureau Extrême droite (Souveraineté, identité et libertés) | 331                       | 0,82                      |                          |                          |
|                                                                           | Magali Delamour Divers (Parti du vote blanc)                                 | 259                       | 0,64                      |                          |                          |
|                                                                           | François Barère Lutte ouvrière                                               | 256                       | 0,64                      |                          |                          |
|                                                                           | Nicolas Laurenceau Divers (Union populaire républicaine)                     | 223                       | 0,55                      |                          |                          |
|                                                                           | Cyril Rousseau Écologiste (Mouvement 100 %)                                  | 73                        | 0,18                      |                          |                          |
| Source : Ministère de l'Intérieur - Deuxième circonscription de la Vienne |                                                                              |                           |                           |                          |                          |

#### Troisième circonscription
Député sortant : Jean-Michel Clément (La République en marche).
|                                                                            |                                                                             |                           |                           |                          |                          |
|                                                                            |                                                                             | Premier tour 11 juin 2017 | Premier tour 11 juin 2017 | Second tour 18 juin 2017 | Second tour 18 juin 2017 |
|                                                                            |                                                                             |                           |                           |                          |                          |
|                                                                            |                                                                             | Nombre                    | % des inscrits            | Nombre                   | % des inscrits           |
| Inscrits                                                                   | Inscrits                                                                    | 74 027                    | 100,00                    | 74 026                   | 100,00                   |
| Abstentions                                                                | Abstentions                                                                 | 35 206                    | 47,56                     | 39 678                   | 53,60                    |
| Votants                                                                    | Votants                                                                     | 38 821                    | 52,44                     | 34 348                   | 46,40                    |
|                                                                            |                                                                             |                           | % des votants             |                          | % des votants            |
| Bulletins blancs                                                           | Bulletins blancs                                                            | 799                       | 2,06                      | 2 658                    | 7,74                     |
| Bulletins nuls                                                             | Bulletins nuls                                                              | 467                       | 1,20                      | 1 402                    | 4,08                     |
| Suffrages exprimés                                                         | Suffrages exprimés                                                          | 37 555                    | 96,74                     | 30 288                   | 88,18                    |
|                                                                            |                                                                             |                           |                           |                          |                          |
| Candidat Étiquette politique (partis et alliances)                         | Candidat Étiquette politique (partis et alliances)                          | Voix                      | % des exprimés            | Voix                     | % des exprimés           |
|                                                                            |                                                                             |                           |                           |                          |                          |
|                                                                            | Jean-Michel Clément (député sortant) La République en marche                | 15 013                    | 39,98                     | 20 544                   | 67,83                    |
|                                                                            | Delphine Jumeau Front national                                              | 5 512                     | 14,68                     | 9 744                    | 32,17                    |
|                                                                            | Enguerrand Delannoy Les Républicains (Union des démocrates et indépendants) | 5 004                     | 13,32                     |                          |                          |
|                                                                            | Marie-José Cellot La France insoumise                                       | 4 385                     | 11,68                     |                          |                          |
|                                                                            | Gérard Herbert Divers droite                                                | 2 822                     | 7,51                      |                          |                          |
|                                                                            | Florian Séjourné Europe Écologie Les Verts                                  | 1 281                     | 3,41                      |                          |                          |
|                                                                            | Valérie Lafoy Parti communiste français                                     | 1 208                     | 3,22                      |                          |                          |
|                                                                            | Thierry Mesmin Divers gauche                                                | 1 194                     | 3,18                      |                          |                          |
|                                                                            | Danièle Cassette Lutte ouvrière                                             | 377                       | 1,00                      |                          |                          |
|                                                                            | Aymeric Maître du Chambon Divers droite (Parti chrétien-démocrate)          | 333                       | 0,89                      |                          |                          |
|                                                                            | Didier Henry Divers (Union populaire républicaine)                          | 227                       | 0,60                      |                          |                          |
|                                                                            | Christophe Greselin Divers                                                  | 199                       | 0,53                      |                          |                          |
| Source : Ministère de l'Intérieur - Troisième circonscription de la Vienne |                                                                             |                           |                           |                          |                          |

#### Quatrième circonscription
Député sortant : Véronique Massonneau (Parti écologiste).
|                                                                            | |                           |                           |                          |                          |
|                                                                            | | Premier tour 11 juin 2017 | Premier tour 11 juin 2017 | Second tour 18 juin 2017 | Second tour 18 juin 2017 |
|                                                                            | |                           |                           |                          |                          |
|                                                                            | | Nombre                    | % des inscrits            | Nombre                   | % des inscrits           |
| Inscrits                                                                   | Inscrits | 75 713                    | 100,00                    | 75 658                   | 100,00                   |
| Abstentions                                                                | Abstentions | 38 744                    | 51,17                     | 43 536                   | 57,54                    |
| Votants                                                                    | Votants | 36 969                    | 48,83                     | 32 122                   | 42,46                    |
|                                                                            | |                           | % des votants             |                          | % des votants            |
| Bulletins blancs                                                           | Bulletins blancs                                                                                                | 662                       | 1,79                      | 2 509                    | 7,81                     |
| Bulletins nuls                                                             | Bulletins nuls                                                                                                  | 353                       | 0,95                      | 1 353                    | 4,21                     |
| Suffrages exprimés                                                         | Suffrages exprimés                                                                                              | 35 954                    | 97,25                     | 28 260                   | 87,98                    |
|                                                                            | |                           |                           |                          |                          |
| Candidat Étiquette politique (partis et alliances)                         | Candidat Étiquette politique (partis et alliances)                                                              | Voix                      | % des exprimés            | Voix                     | % des exprimés           |
|                                                                            | |                           |                           |                          |                          |
|                                                                            | Nicolas Turquois Mouvement démocrate (La République en marche)                                                  | 11 089                    | 30,84                     | 14 508                   | 51,34                    |
|                                                                            | Anne-Florence Bourat Union des démocrates et indépendants (Les Républicains)                                    | 6 799                     | 18,91                     | 13 752                   | 48,66                    |
|                                                                            | Alain Verdin Front national                                                                                     | 6 215                     | 17,29                     |                          |                          |
|                                                                            | Véronique Massonneau (députée sortante) Écologiste (Union des démocrates et des écologistes - Parti socialiste) | 5 031                     | 13,99                     |                          |                          |
|                                                                            | Aurélie Saulnier La France insoumise                                                                            | 3 554                     | 9,88                      |                          |                          |
|                                                                            | Clarice Pereira Parti communiste français                                                                       | 1 002                     | 2,79                      |                          |                          |
|                                                                            | Jean-Paul Bodin Europe Écologie Les Verts                                                                       | 689                       | 1,92                      |                          |                          |
|                                                                            | Jacques Sabourin Divers                                                                                         | 642                       | 1,79                      |                          |                          |
|                                                                            | Patrice Villeret Lutte ouvrière                                                                                 | 394                       | 1,10                      |                          |                          |
|                                                                            | Marie-Noëlle Wadowski Divers (Parti du vote blanc)                                                              | 271                       | 0,75                      |                          |                          |
|                                                                            | Laurence de Virville Divers (Union populaire républicaine)                                                      | 231                       | 0,64                      |                          |                          |
|                                                                            | Moïse Lesage Extrême droite                                                                                     | 37                        | 0,10                      |                          |                          |
| Source : Ministère de l'Intérieur - Quatrième circonscription de la Vienne | |                           |                           |                          |                          |